# Budík

Tradiční ručičkový budík s dvojicí zvonků.

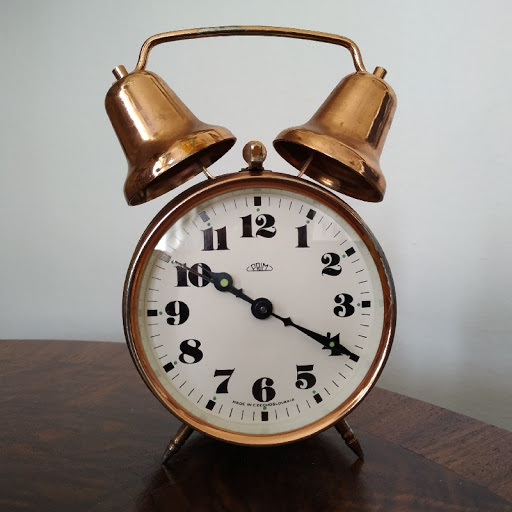
Natahovací budík

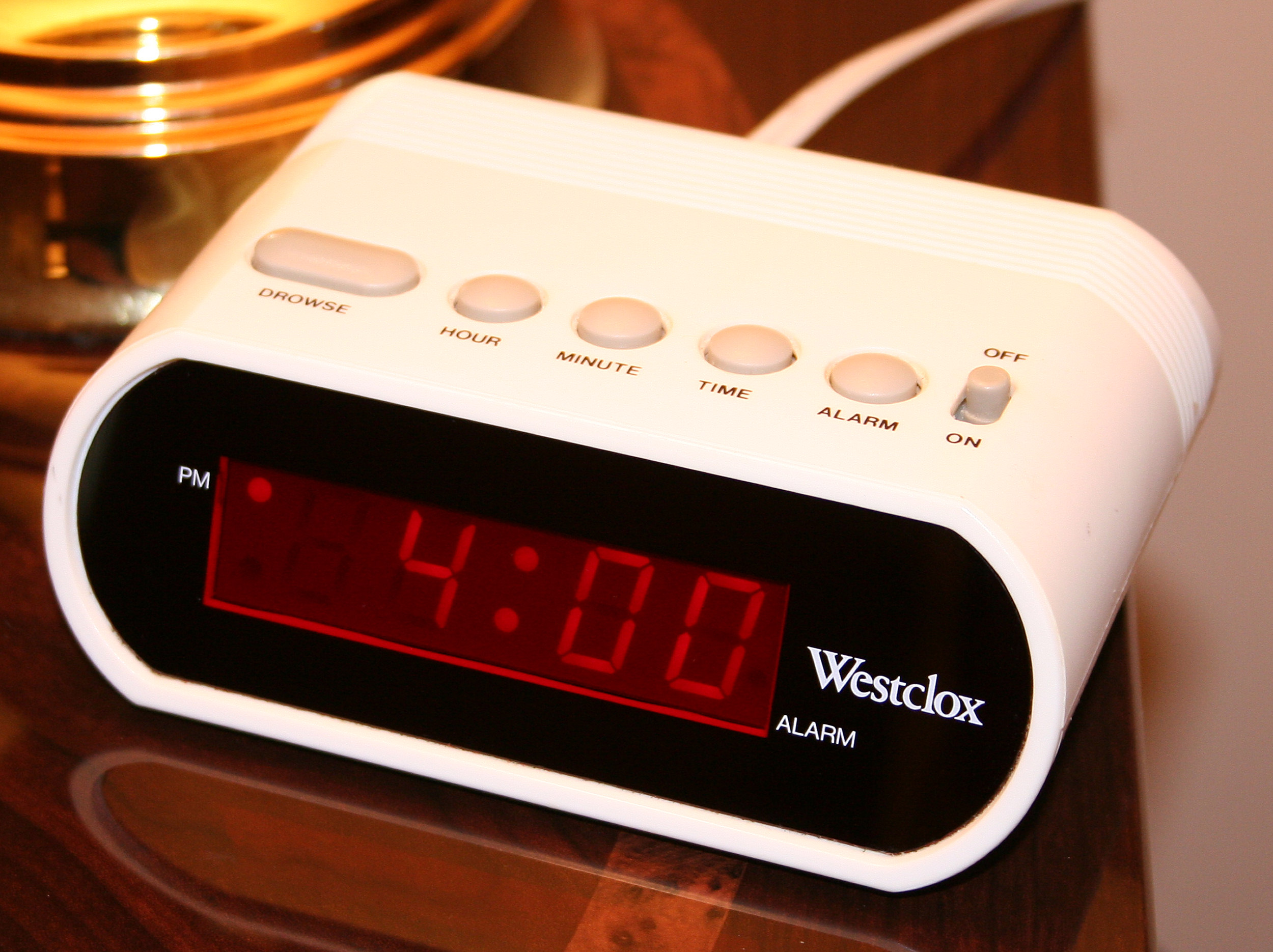
Digitální budík.

Budík je mechanický nebo elektronický přístroj primárně určený pro měření času a sekundárně pro hlasité zvukové upozorňování na časový údaj. V dnešní době jsou používány dva typy budíků - digitální (elektronický) a ručičkový (analogový).
Budík je hodinový stroj, který je nejčastěji využíván pro ranní buzení. Má speciální zařízení (zvonek), který vytváří nepříjemný zvuk, který má za úkol probrat člověka ze spánku. Pro zastavení zvuku je potřeba zmáčknout tlačítko, či zaklapnout páčku, což nutí spícího člověka opustit postel a probrat se.
Ručičkový budík má většinou na svém vrcholu dva zvonce, mezi kterými kmitá srdéčko. Jeho rychlé údery způsobují pravidelný zvuk, pro který se vžilo citoslovce „crrrrr“. Je vybaven zpravidla třemi ručičkami. Dvě jsou určeny pro ukazování hodin (malá a velká ručička) a třetí je pro nastavení okamžiku, kdy se má ozvat budící tón. Nevýhodou je, že se většinou takový budík nedá nastavit tak, aby zvonil po více než dvanácti hodinách. Ručičky se ovládají ze zadní strany budíku, kde se nacházejí rotační páčky.
Digitální budík využívá pro vytváření zvuku menší reproduktor, pomocí kterého vydává nepravidelný zvuk podobný siréně. Číslice na budíku jsou znázorňovány na digitálním displeji ve formě nejčastěji arabských číslic od 00:00:00 do 23:59:59. Často je připojena funkce rádia, které se dá nastavit jako forma buzení. Nastavuje se většinou pomocí tlačítek. Často bývá jedno z nich, obvykle větší oproti ostatním, s funkcí odloženého buzení (snooze).
V dnešní době jsou funkcí budíku vybaveny různé přístroje, například mobilní telefony.
První historicky doložitelný budík byl sestrojen v norimberském klášteře již roku 1380. Jeho funkcí bylo budit mnichy, aby ráno nezaspali.